# Batalla de Tarapacá (1933)
La batalla de Tarapacá, también conocido como el Combate de Nuevo Tarapacá o la defensa del Bajo Putumayo, fue un enfrentamiento militar ocurrido el 14 de febrero de 1933, durante la guerra colombo-peruana (1932-1933), en la cual ambas naciones se disputaban una amplia región que circundaba el río Putumayo.

## Antecedentes
Antes de producirse la escaramuza, los altos mandos colombianos discutieron sobre la estrategia a tomar en el conflicto amazónico, imponiéndose tomar Tarapacá por parte del General Efraín Rojas, en lugar de Leticia que era la impartida por el General Alfredo Vásquez Cobo.
Tras concentrar en Belém do Pará los buques que conformarían el Destacamento Amazonas, se procedió a navegar hasta la población brasileña de San Antonio y de allí dividir la flota en dos: los buques Boyacá y Mosquera prosiguieron hacia Leticia, en tanto los buques Barranquilla, Córdova y Pichincha continúan por el río Putumayo seguidos por el Nariño como hospital naval; esta maniobra buscaba despistar a los mandos peruanos acerca de las verdaderas intenciones del ataque. Al conjunto se habían unido seis hidroaviones al mando del Mayor Herbert Boy, en tanto el General Alfredo Vásquez Cobo se trasladó a bordo del Córdova para pedir la reunión con los cañoneros Cartagena y Santa Marta, lo cual no pudo darse debido a que el Destacamento Putumayo realizaba operaciones sobre la zona de Güeppí.
El 11 de febrero de 1933 el General Alfredo Vásquez Cobo envió a Tarapacá una lancha rápida con un ultimátum en manos del Teniente Jorge Hernández dirigida al Teniente Gonzalo Díaz, comandante de la guarnición peruana. El emisario colombiano regresó sin respuesta escrita, pero con respuesta verbal: el Teniente Gonzalo Díaz manifestó que rechazaría por la fuerza cualquier intento de ocupación militar de Tarapacá.

## Combate
En las horas de la mañana del 14 de febrero el Córdova sufre el ataque de una escuadrilla aérea peruana, lo que provocó la respuesta de la escuadrilla aérea colombiana que se encontraba fondeada en las proximidades, sin llegarse a dar combate directo.
En las horas de la tarde del 14 de febrero las fuerzas colombianas avanzaron en cercanías de Tarapacá para emprender la operación armada al día siguiente.
A las seis de la mañana del 15 de febrero la flota colombiana inició un bombardeo al igual la Fuerza Aérea sobre las guarniciones peruanas, y tres horas más tarde se produjo el desembarco de las tropas, las cuales al llegar al fortín no encontraron rastro de su contraparte peruana. El Teniente Gonzalo Díaz había huido con sus hombres en horas de la noche por el río Cotuhé dejando pertrechos, municiones y armas, entre ellas dos cañones Krupp de 75mm.
Inmediatamente después, el General Alfredo Vásquez Cobo ubicó un batallón de 300 hombres en Tarapacá e instaló allí una base de apoyo a las operaciones subsiguientes.

## Consecuencias
La toma de Tarapacá las tropas colombianas toman el control del bajo putumayo lo que daría una posición para operaciones posteriores, siendo más tarde con el enfrentamiento de Buenos Aires las tropas colombianas logran acercarse más a Leticia.
En la actualidad, los cañoneros Cartagena y Santa Marta, se dedican a labores de patrullaje y presencia en los ríos Caquetá y Putumayo, prestando apoyo a los pobladores de las márgenes de dichas vertientes.